# Újszalonta
Újszalonta é um município da Hungria, situado no condado de Békés. Tem 20,83 km² de área e sua população em 2015 foi estimada em 106 habitantes.